# 試運転

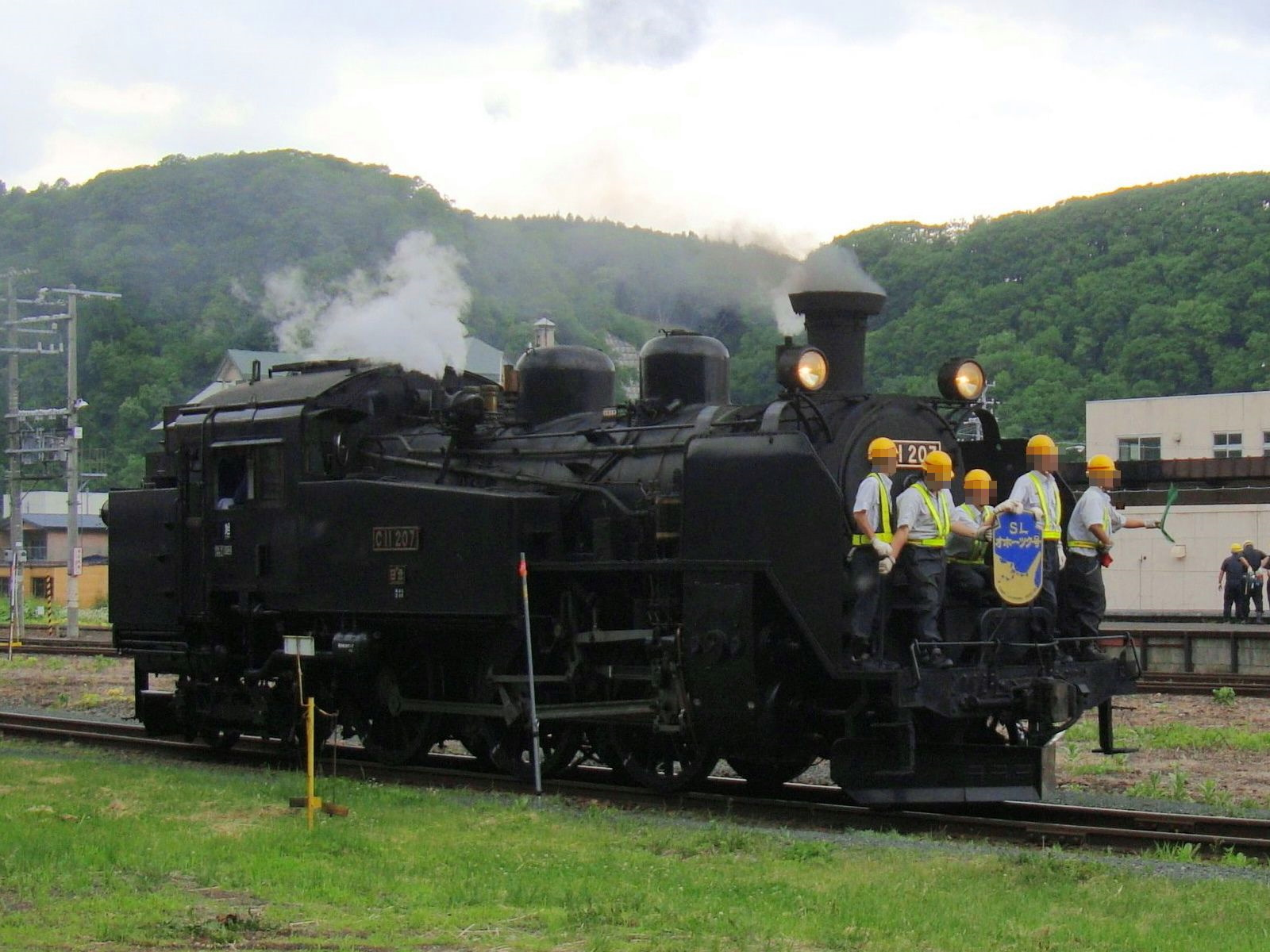
JR北海道の蒸気機関車試運転の様子

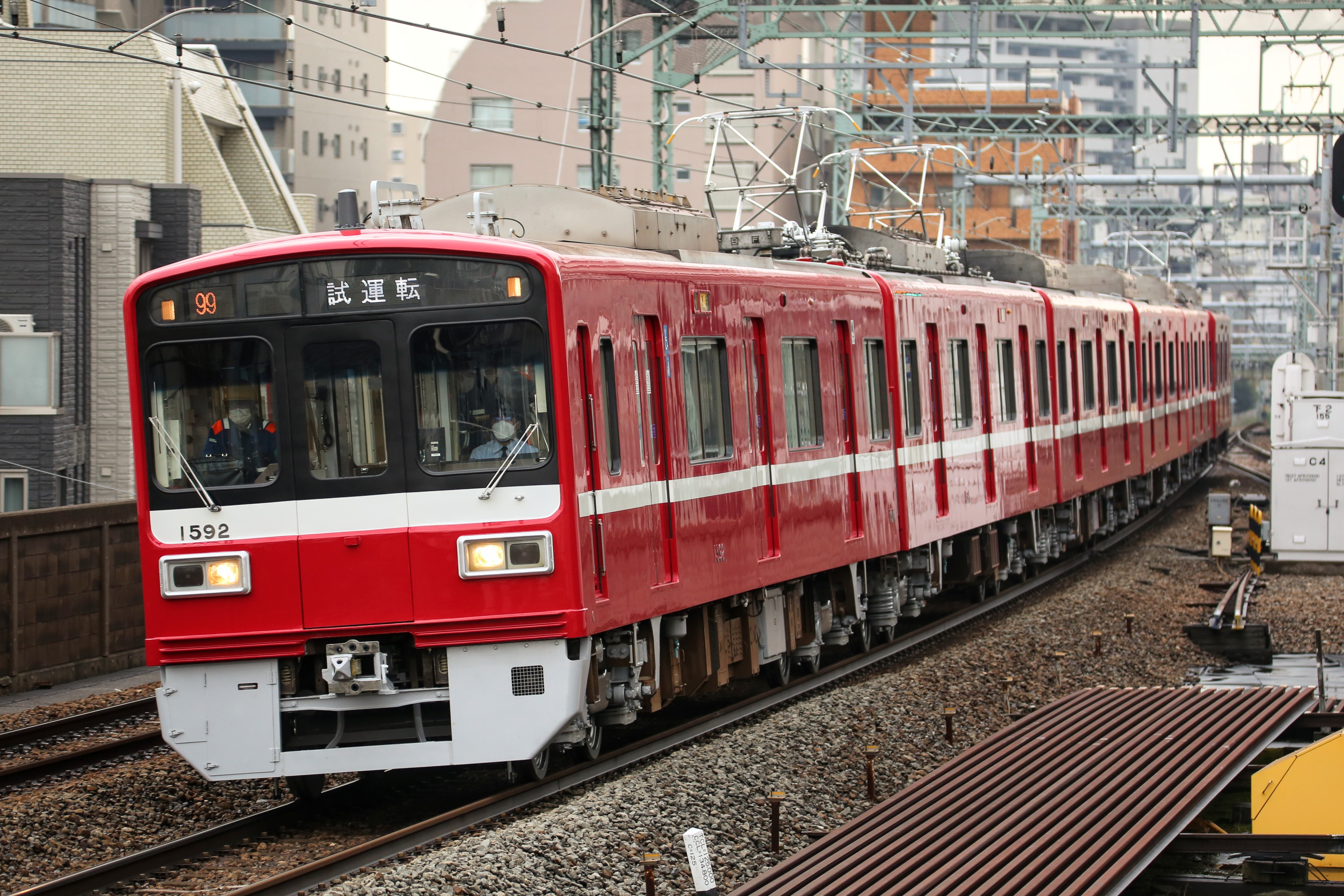
京浜急行電鉄の試運転の様子。方向幕が試運転表示になっている。

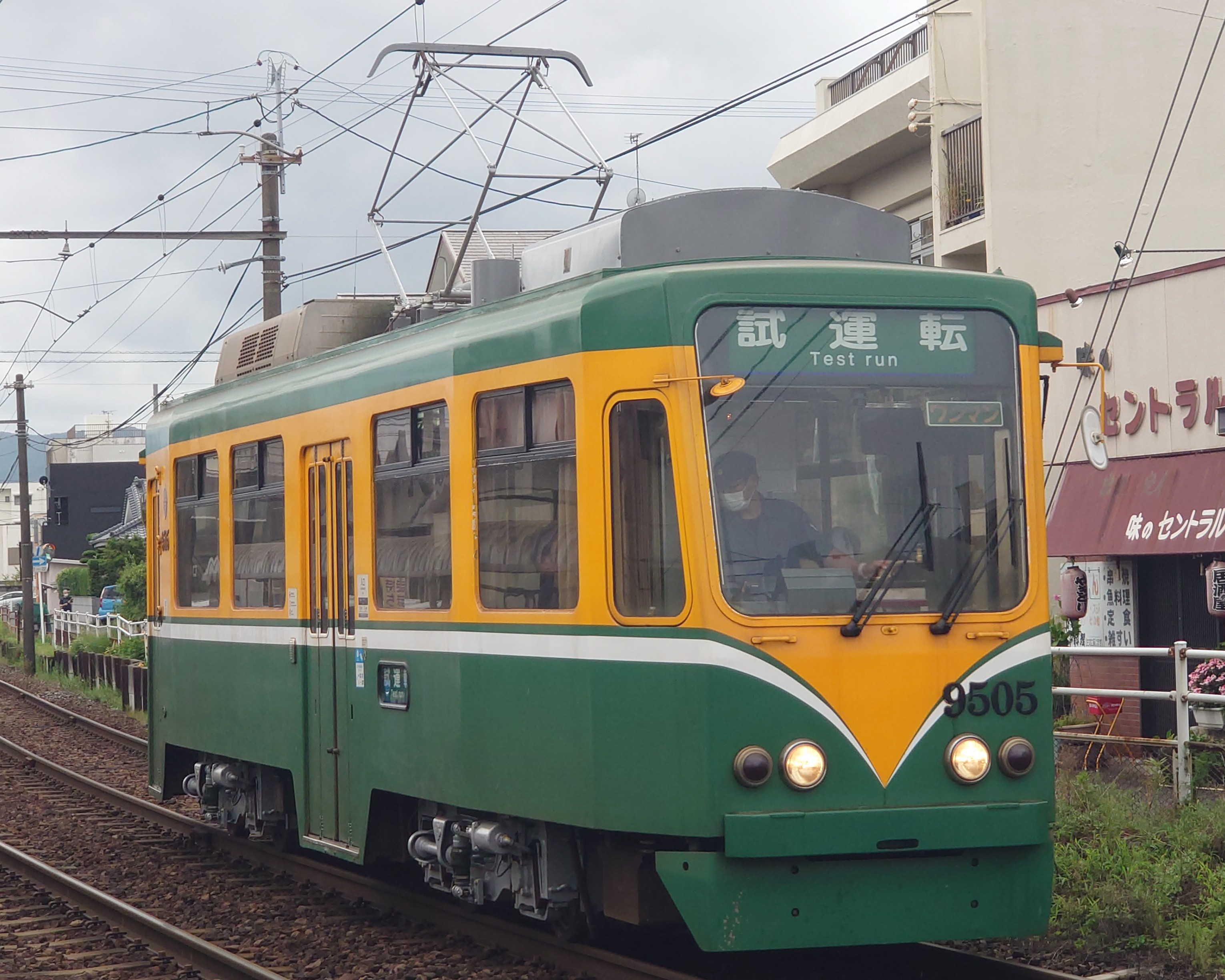
鹿児島市交通局の試運転の様子。

試運転（しうんてん）とは、乗り物や機械など、またはそれを受け持つインフラストラクチャーが完成した後や整備が完了した後、正式に稼働させる前に、試しに運転・稼働させることをいう。
鉄道車両については、新製時や全般検査・重要部検査完了後、営業運転前に試運転を行うことが義務づけられている。
このほかにも、地上設備側では、建築限界、車両限界、線路の通り（とおり）、信号機や標識の被視認性、保安設備、変電所、き電設備、電力供給、列車無線、分岐器、ホームドアの動作など、多岐にわたる確認と修正が行われる。
自動車でも、新車のベンチテスト（完成検査）、競技車のシェイクダウンを始め、チューニングや整備後に試運転が行なわれる。
コンピュータシステムの世界では、試運転に相当するものとして「テスト運用」と呼ばれる工程を行うことがある。
なお製品の開発途上の各段階で動かすことは、「走行実験」「飛行実験」「テストラン」「テストフライト」などと呼ばれ、試運転とは区別されていることが多い。